# Regierungsbezirk Hannover

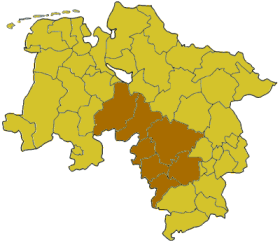
Regierungsbezirk Hannovers utsträckning 2003.

Regierungsbezirk Hannover var ett regeringsområde i preussiska provinsen Hannover åren 1885–1946 och i Niedersachsen mellan 1946 och 2004.
1905 var regeringsområdet delat i 13 kretsar och hade en yta på 5 717 km2 och 694 779 invånare.

## Källa
Den här artikeln är helt eller delvis baserad på material från Nordisk familjebok, Hannover, 1904–1926.